# 特里·罗林斯
韦恩·蒙特·“特里”·罗林斯（英語：Wayne Monte "Tree" Rollins，1955年6月16日—），美国NBA联盟前职业篮球运动员，曾拿下阻攻王。